# Wola Klasztorna (gromada)
Wola Klasztorna – dawna gromada, czyli najmniejsza jednostka podziału terytorialnego Polskiej Rzeczypospolitej Ludowej w latach 1954–1972.
Gromady, z gromadzkimi radami narodowymi (GRN) jako organami władzy najniższego stopnia na wsi, funkcjonowały od reformy reorganizującej administrację wiejską przeprowadzonej jesienią 1954 do momentu ich zniesienia z dniem 1 stycznia 1973, tym samym wypierając organizację gminną w latach 1954–1972.
Gromadę Wola Klasztorna siedzibą GRN w Woli Klasztornej utworzono – jako jedną z 8759 gromad na obszarze Polski – w powiecie kozienickim w woj. kieleckim, na mocy uchwały nr 13e/54 WRN w Kielcach z dnia 29 września 1954. W skład jednostki weszły obszary dotychczasowych gromad Bąkowiec (bez kol. Bąkowiec), Nagórnik, Opactwo (bez kol. Opactwo), Wola Klasztorna i Zalesie oraz wieś Podsiołek Kępicki z dotychczasowej gromady Kępice ze zniesionej gminy Sieciechów w tymże powiecie. Dla gromady ustalono 18 członków gromadzkiej rady narodowej.
31 grudnia 1961 gromadę zniesiono, a jej obszar włączono do gromad Zajezierze (wieś Nagórnik), Gniewoszów (wieś Zalesie) i Sieciechów (wsie Bąkowiec, Opactwo, Posiołek Kępicki i Wola Klasztorna oraz stację kolejową Bąkowiec).